# Zarqa (Trope)
| ֽ | Sof pasuq       |  | ֑   | Etnachta            |
| ֶ | Segol (Trope)   |  | ֓ ׀ | Schalschelet gedola |
| ֔ | Zaqef qaton     |  | ֕   | Zakef gadol         |
| ֗ | Rewia           |  | ֖   | Tipcha              |
| ֮ | Zarqa (Trope)   |  | ֙   | Paschta             |
| ֚ | Jetiw           |  | ֛   | Tewir               |
| ֜ | Geresch (Trope) |  |    | Gerschajim (Trope)  |
| ֡ | Pazer           |  | ֟   | Qarne para          |
| ֠ | Telischa gedola |  | ֣ ׀ | Munach Legarmeh     |

| ֣ | Munach           |  | ֤ | Mahpach         |
| ֥ | Mercha           |  | ֦ | Mercha kefula   |
| ֧ | Darga (Trope)    |  | ֨ | Qadma           |
| ֩ | Telischa qetanna |  | ֪ | Jerach ben jomo |
| ֖ | Majela (Trope)   |  |  |                 |

| ֽ   | Sof pasuq        |  | ֫ ֥  | Ole we-Jored        |
| ֑   | Etnachta         |  | ֗   | Rewia gadol         |
| ֝ ֗  | Rewia Mugrasch   |  | ֓ ׀ | Schalschelet gedola |
| ֮   | Zarqa (Trope)    |  | ֗   | Rewia qaton         |
| ֭   | Dechi            |  | ֡   | Pazer               |
| ֤ ׀ | Mahpach legarmeh |  | ֨ ׀ | Asla legarmeh       |

| ֣ | Munach        |  | ֥ | Mercha       |
| ֬ | Illuj         |  | ֖ | Tipcha       |
| ֢ | Atnach hafuch |  | ֤ | Mahpach      |
| ֨ | Qadma         |  | ֓ | Schalschelet |
| ֘ | Zinnorit      |  |  |              |

## Begriffe
| Trope                                                                          |
| ------------------------------------------------------------------------------ |
| von altgriechisch τρόπος tropos über jiddisch טראָפּ trop dt.: Betonung, Melodie |

In der aschkenasischen, sephardischen und Italienischen Tradition wird das Betonungszeichen Zarqa genannt. In der jemenitischen Tradition wird es Sinnor (צִנּוֹר֮) genannt.
Die Tabula accentuum transliteriert im Prosa-System mit Zarqā, im poetischen System hingegen primär mit Ṣinnôr.

## Symbol
Das Symbol von Zarqa bzw. Sinnor oder Zinnor gleicht einem liegenden spiegelverkehrten S, in manchen Zeichensätzen oder Druckwerken sieht es auch aus wie der runde Griff von einem Gehstock oder wie ein halbes Hufeisen. Als postpositivus erscheint das Symbol immer links nach dem letzten Konsonanten wie in  זַרְקָא֮. Die Trope Zinnorit verwendet dasselbe Symbol, kommt aber nur in den poetischen Büchern vor. Das Symbol Zinnorit steht direkt über dem betonten Konsonanten wie in  צִנּוֹרִת֘ und immer in Kombination mit Mercha oder Mahpach. Wenn die Betonung des Worts nicht auf der letzten Silbe ist, kann ein zweites Zarqa über dem ersten Konsonanten der betonten Silbe erscheinen.

## Grammatik
Die Trope Zarqa ist ein untergeordnetes Trennzeichen und unterteilt ein Segol-Segment. Wenn es zwei Worte in einem Zarqa-Segment gibt, ist das vorangehende Wort üblicherweise mit Munach oder Mercha betont.

### Kombinationsmöglichkeiten
| Zarqa | Munach oder Mercha | Kadma | Telischa qetanna | Munach |
| ----- | ------------------ | ----- | ---------------- | ------ |
| ֮      | ֣ ֥                  | ֨      | ֩                 | ֣       |

Wenn das vorhergehende Wort sich in der Bedeutung auf das Wort mit Sarka bezieht, dann wird es mit einem Verbinder gekennzeichnet, entweder Munach oder Mercha. Wenn ein weiterer konjunktiver Akzent vor Munach oder Mercha erscheint, dann ist es Kadma. Als weitere vorangehende konjunktive Akzente sind Telischa qetanna und Munach möglich.

### In den poetischen Büchern
Zarqa oder Zinnor erscheint als disjunktiver Akzent auch in den drei poetischen Büchern. Es ist ein untergeordnetes Trennzeichen der dritten Ebene, das in Ole-we-Jored-Segmenten eingesetzt wird. Ein Zarqa-Segment kann dabei weiter unterteilt werden durch ein Azla legarmeh und in seltenen Fällen kann davor ein Pazer als weiteres Trennzeichen erscheinen.
Sinnor steht häufig allein oder hat anderenfalls nur ein einziges konjunktives Zeichen, entweder Munach oder Mercha. In wenigen Ausnahmefällen gibt es eine zweite Konjunktion, diese ist dann jedoch ein Ersatz für ein weggefallenes Maqqef.

## Vorkommen
| Teil des Tanach | Buch der Emet | Zarqa | Sinnor |
| --------------- | ------------- | ----- | ------ |
| Tora            |               | 371   |        |
| Nevi’im         | 431           |       |        |
| Ketuvim         | Psalmen       |       | 219    |
| Ketuvim         | Ijob          | 18    |        |
| Ketuvim         | Sprüche       | 14    |        |
| Ketuvim         | 182           |       |        |
| Gesamt          |               | 984   | 251    |

| ספרי אמ"ת סִפְרֵי אֱמֶת                                                                            | ספרי אמ"ת סִפְרֵי אֱמֶת |
| --------------------------------------------------------------------------------------------- | ------------------ |
| Sifre Emet [siɸre ʔɛmɛt] deutsch ‚Bücher Emet‘, bzw. ‚Bücher der Wahrheit‘                    |                    |
| אִיוֹב                                                                                          | (Ijob)             |
| מִשְלֵי                                                                                          | (Sprichwörter)     |
| תְהִלִּים                                                                                         | (Psalmen)          |
| Anfangsbuchstaben der Bücher Ijob , Sprichwörter und Psalmen bilden zusammen das Merkwort אֱמֶת |                    |

Zarqa gehört zu den Teamim des Prosa-Systems, aber (dann eher als Sinnor bezeichnet) auch zu den Ta’amei Sifre Emet טַעֲמֵי סִפְרֵי אֱמֶ"ת.
Die Tabelle zeigt das Vorkommen in beiden Systemen.